# Mirandicola sericea
Mirandicola sericea är en stekelart som först beskrevs av Thomson 1877.  Mirandicola sericea ingår i släktet Mirandicola, och familjen glattsteklar. Arten är reproducerande i Sverige.